# Бабна Река
Бабна Река (словен. Babna Reka) је насељено место у општини Шмарје при Јелшах, Савињска регија, Словенија.

## Историја
До територијалне реорганизације у Словенији била је у саставу старе општине Шмарје при Јелшах.

## Становништво
У попису становништва из 2011. године, Бабна Река је имала 97 становника.
| Број становника према пописима | Број становника према пописима | Број становника према пописима |
| ------------------------------ | ------------------------------ | ------------------------------ |
| 1991                           | 2002                           | 2011                           |
| 103                            | 99                             | 97                             |

Напомена: Године 1955. повећано за насеље Шент Јанж при Жусму, које је укинуто. Године 2015. извршена је мања размена територије између насеља Бабна Река и Згорње Тинско.